# La Virgen de la Caridad (El Greco, Illescas)
La Virgen de la Caridad  es una obra de El Greco, realizada entre 1597 y 1603 durante su último período toledano. Se conserva en el santuario de Nuestra Señora de la Caridad.
El Greco, por mediación de su hijo, en 1603 consiguió un contrato para realizar cuatro cuadros para la iglesia del antiguo hospital de la Caridad de Illescas (Toledo). Los cuadros corresponden al periodo tardío del pintor.

## Análisis
Debía ser uno de los cuadros más importantes de la composición, donde El Greco intenta mostrarnos la virtud de la Caridad a través de una iconografía de raigambre medieval sobre la Virgen de la Misericordia. En el centro de la composición se encuentra la imponente Virgen abriendo su manto y cobijando a un grupo de fieles ataviados con lechuguilla castellana, siguiendo la moda de la época; siendo algunas de estas figuras retratos de caballeros pertenecientes a la nobleza toledana del siglo XVI (entre ellos se encuentra Jorge Manuel Theotocópuli, hijo del Greco). En este lienzo comprobamos que El Greco utiliza la desproporción típica de su estilo final, un tanto acusada aquí debido a que este cuadro fue diseñado para ser visto desde abajo hacia arriba. Hoy al alcance de los ojos del espectador, parece demasiado desproporcionado, sobre todo, el cuerpo de María con unas piernas monumentales en primer plano concluyendo en una minúscula cabeza.